# Sông Cửa Lớn
Sông Cửa Lớn là một con sông lớn nhất tỉnh Cà Mau, Việt Nam.

## Dòng chảy
Sông Cái Lớn là con sông duy nhất ở Việt Nam có khởi nguồn từ biển và chảy ra biển có chiều dài 58 km bắt nguồn tại Cửa biển Bồ Đề (Biển Đông) rộng 600 m và sâu 19 m. Chảy về đến thị trấn Năm Căn, huyện Năm Căn, sông còn rộng 300 m, sâu 14 m. Đổ ra tại cửa Ông Trang (Biển Tây), sông mở rộng như vịnh biển, rộng hơn 1.800 m nhưng độ sâu giảm còn 4 – 5 m. Đoạn từ ngã ba sông Đầm Dơi và sông Cửu Lớn đến cửa Bồ Đề còn được gọi là sông Bồ Đề. Đây là dòng sông không có hạ nguồn và cũng không có thượng nguồn, được chảy từ biển Đông ra biển Tây.
Sông Cửa Lớn hay còn gọi là sông Cái Lớn, sông Tam Giang, Sông Năm Căn,... tùy theo địa danh mà đoạn sông đi qua. Đây là con sông duy nhất ở Việt Nam có khởi nguồn từ biển và chảy ra biển, là con sông lớn nhất, dài nhất, sâu nhất và dòng chảy cũng mạnh nhất so với các con sông khác ở tỉnh Cà Mau. Có lẽ không dòng sông nào có nhiều chi lưu bằng sông Cửa Lớn, không quá 1.000 m có 1 chi lưu, lúc là con rạch nhỏ, lúc là con sông lớn chạy ngoằn ngoèo vào rừng sâu.
Đại Môn Giang là ranh giới tự nhiên giữa huyện Năm Căn và huyện Ngọc Hiển, tách khu vực cuối cực nam của bán đảo Cà Mau thành một đảo, có cầu Năm Căn bắc qua đây.
Nước ở đây là nước lợ vì có một số sông nhỏ là sông Đầm Dơi, sông Đầm Chim và sông Cái Ngang đổ nước ngọt vào lẫn nước biển ở kênh này. Sông Bồ Đề là một phân lưu ra biển của sông Cửa Lớn.
Sông Cửa Lớn có chức năng như một lạch triều lớn truyền nước từ biển Đông sang biển Tây, có lưu lượng nước lớn, khá phức tạp, do chịu ảnh hưởng 2 biển có chế độ triều khác nhau, bị chi phối phần lớn bởi thủy triều biển Đông.
Cảng Năm Căn nằm trên sông Cửa Lớn, phía tả ngạn gần thị trấn Năm Căn.

## Đặc sản
Sông Cửa Lớn là một nơi khai thác các loại thủy sản nước lợ như: Cua Năm Căn, cá Sơn,...

## Thơ
Thơ của Bác: Đền thờ Bác ở chót mũi Cà Mau có nhắc tới sông Cửa Lớn như sau:
| “ | ... Rạch Ông Trang đổ vào sông Cửa Lớn... ... Cửa Lớn dạt dào triều biển Đông qua... .... | ” |